# اسحق‌آباد (سیرجان)
اسحق‌آباد روستایی در دهستان سعادت‌آباد بخش پاریز شهرستان سیرجان استان کرمان ایران است.

## جمعیت
بر پایه سرشماری عمومی نفوس و مسکن در سال ۱۳۹۵ جمعیت این روستا ۴۴۳ نفر (۱۳۸خانوار) بوده‌است.